# Katharina Kock
Katharina Kock (* 12. Januar 1998) ist eine deutsche Laiendarstellerin.

## Leben
Kock kommt aus Duisburg. Sie gehörte im Jahr 2018 zur Hauptbesetzung der RTL-II-Seifenoper Leben.Lieben.Leipzig. Sie spielte dort die Rolle „Stella Nowotny“. Seit dem 31. August 2019 (Episode 1997) spielt sie im Hauptcast von Berlin – Tag & Nacht die Rolle „Antonia Brandt“.
Kock studiert Sonderpädagogik auf Lehramt.

## Filmografie
- 2018: Leben.Lieben.Leipzig (Fernsehserie)
- 2019–2024: Berlin – Tag & Nacht (Fernsehserie)